# بالاتون‌سولوش
بالاتون‌سولوش (به مجاری: Balatonszőlős) یک شهرداری در مجارستان است که در ناحیه بالاتون‌فورد واقع شده‌است. بالاتون‌سولوش ۱۲٫۸۲ کیلومتر مربع مساحت و ۵۵۲ نفر جمعیت دارد.